# Matoran
Los Matoran son la raza más común del universo de Bionicle. Tienen máscaras Kanohi sin poderes, ya que sólo las usan para tener buena salud. Si pierden su máscara Kanohi, pueden caer en coma y después morir.
Ellos cumplen las 3 virtudes: Unidad, Deber y Destino.

## Historia

### Origen
Antes de la existencia tanto de Mata Nui como de Makuta, los Grandes Seres se iniciaron en la creación de vida biomecánica creando a los Av-Matoran (los prototipos originales de los Matoran), cuya estructura física fue basada en la población Agori de Bara-Magna. Estos prototipos tenían características que sus sucesores no desarrollaron tales como la canalización de luz y la habilidad de convertirse en Bohrok una vez finalizado su ciclo de vida.
Después de crear a los Av-Matoran, los Grandes Seres finalmente dieron a luz a los Matoran, sin embargo, no poseían conciencia de sí mismos y seguían ciegamente el mandato de los Grandes Seres, quienes ordenaron a los Matoran la construcción de sus gobernadores; Makuta y Mata Nui.

### Características
Los Matoran son los principales habitantes del Universo Matoran. Ellos fueron los primeros seres que los Grandes Seres crearon para la construcción y población del Universo.
Los Matoran son la primera etapa de la vida de un Bionicle. Cuando la estrella roja, fuente del poder de los Toa, escoge a un Matoran, éste sufrirá una transformación física, será notablemente más alto y sus habilidades elementales se incrementarán.

## Elementos
Hay muchas clases de Matoran.

### Ta-Matoran (fuego)
Se convierten en Toa de fuego. Sus colores varían entre rojo, anaranjado, y muy pocas veces veces negro. Ejemplo: Jaller.

### Ko-matoran (hielo)
Se convierten en Toa de hielo. Sus colores son el blanco, con gris azulado y grises claros. Ejemplo: Matoro.

### Ga-Matoran (agua)
Se convierten en Toa de agua. Sus colores son bastantes tonos de azul. (todos los ga-matoran son de sexo femenino). Ejemplo: Halhi.

### Le-Matoran (aire)
Se convierten en Toa de aire. Sus colores son tonos de verde y turquesa. Ejemplo: Kongu.

### Onu-Matoran (tierra)
Se convierten en Toa de tierra. Sus colores son el negro con algo gris, anaranjado y/o morado. Ejemplo: Nuparu.

### Po-Matoran (piedra)
Se convierten en Toa de piedra. Sus colores son café, melón, a veces gris y amarillo o naranja. Ejemplo: Hewkii.

### Av-Matoran (luz)
Se convierten en Toa de luz. Estos matoran son de color blanco con algo de dorado. Tienen la capacidad de cambiar el color de su armadura, lo que les permite disfrazarse de cualquiera de las otras razas. Ejemplo: Takua.

### Matoran de las sombras (Shadow Matoran)
Estos Matoran anteriormente pertenecían a los Av-Matoran, raza que fue mutada por las sanguijuelas de sombras por los Makuta (a excepción de Radiak, que fue transformada por los poderes de la máscara de Makuta Vamprah).

### Otros
Hay también otros elementos de Toa, y como la mayoría de estos Toa fueron antes Matoran, también hay Matoran de estos elementos, como Electricidad, Plantas, Magnetismo, Sonido, etcétera.

## Poderes
Todos los Matoran tienen poderes elementales, pero no  pueden ser utilizados (los Av-Matoran y Matoran de las sombras pueden utilizar un poco de energía elemental).
- Datos: Q3108739